# Fillmore East: The Lost Concert Tape 12/13/68
Fillmore East: The Lost Concert Tape 12/13/'68 è il terzo  album del duo Mike Bloomfield/Al Kooper pubblicato nel 1969 dalla Legacy Records e prodotto da Al Kooper.
Sono molto interessanti per la stupenda musica blues e soprattutto per una strepitosa versione di 'Season of the witch' da parte di un ispirato Mike Bloomfield. In 'Super Session' era stato Stephen Stills ad interpretarla.
Sono rimasti totalmente inediti fino alla riscoperta da parte di Al Kooper, che li produce e li pubblica postumi nel 2003 con etichetta Columbia (CK-85278).

## Tracce
1. Introductions – 1:27 – Introduzione di Mike Bloomfield
2. One Way Out – 4:21 (Sonny Boy Williamson II, Elmore James)
3. Mike Bloomfield's Introduction of Johnny Winter – 0:59 – Introduzione di Mike Bloomfield
4. It's My Own Fault – 10:57 (John Lee Hooker, B.B. King, Jules Taub)
5. 59th Street Bridge Song (Feelin' Groovy) – 6:16 (Paul Simon)
6. Please Tell Me Partner – 10:11 (Mike Bloomfield)
7. That's Alright, Mama – 3:40 (Arthur "Big Boy" Crudup)
8. Together Till the End of Time – 4:30 (Frank Wilson)
9. Don't Throw Your Love on Me so Strong – 8:41 (Albert King)
10. Season of the Witch – 8:59 (Donovan)

## Musicisti
- Mike Bloomfield - chitarra elettrica, voce
- Al Kooper - voce, pianoforte, organo, tastiere
- Johnny Winter - chitarra elettrica, voce (brano 4)
- Paul Harris - pianoforte
- Jerry Jemmott - basso
- Johnny Cresci - batteria